# Conquête musulmane de l'Arménie
Batailles
La conquête musulmane de l'Arménie (arabe : الفتح الإسلامي لأرمينيا, alfath al'iislamiu li'Arminia) ou la conquête arabe de l'Arménie (arménien : Արաբական արշավանքները Հայաստան, Arabakan arshavank’nery Hayastan) est l'invasion et l'occupation de l'Arménie byzantine (arabe : أرمينيا, Arminia) par les armées arabes musulmanes de 638 à 639, dans la continuité de la conquête musulmane du Levant et de la Perse.

## Historique
La domination arabe de l'Arménie se réfère à la période de l'histoire de l'Arménie où dès 638, les armées musulmanes profitent de l'augmentation des tensions entre Byzance et l'Arménie et envahissent les quatre provinces d'Arménie I à IV de l'Empire byzantin.

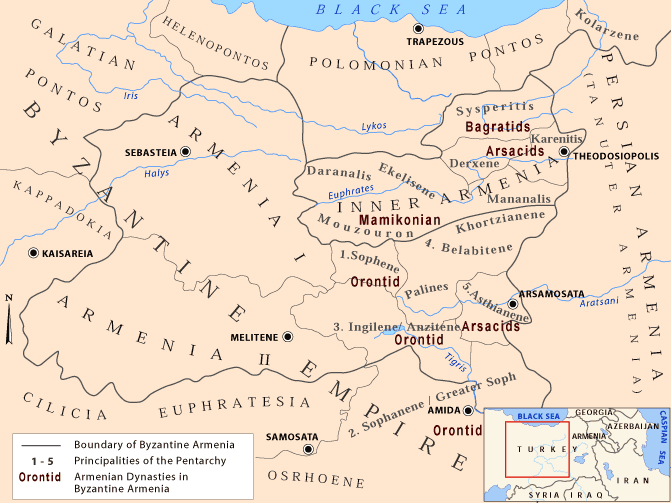
L'Arménie byzantine (387-536).
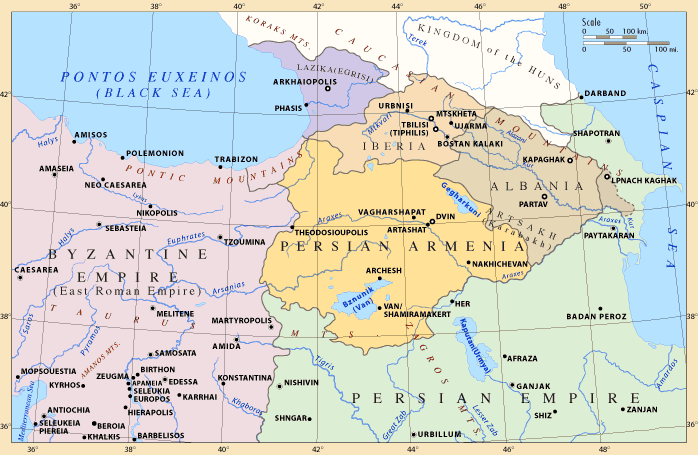
L'Arménie perse (387-591).

En effet, l'Empire byzantin a tenté d'intégrer l'Église arménienne à l'Église orthodoxe et d'imposer son culte et ses traditions. Cette tentative d'impérialisme religieux a enflammé la colère des nobles locaux ainsi que celle du clergé. Ainsi, lorsque les 18 000 soldats sous la direction du général Abd ar-Rahman ibn Rabiah, ont marché sur la région du Taron et du lac de Van, les forces locales arméniennes n'ont pas offert beaucoup de résistance.
À l'exception du Khurasan et de l'Arménie, l'ensemble de l'Empire Perse est déjà sous le contrôle d'Omar ibn al-Khattâb et l'empereur perse Yazdgard III est en fuite.
Le général Bukair ibn Abdullah, qui avait récemment conquis l’Azerbaïdjan, reçoit l'ordre de capturer Tbilissi.
À quelques kilomètres au sud de Tbilissi, l'armée musulmane est divisée en trois parties :
- le général Habib ibn Muslaima pour Tbilissi ;
- le général Abdulrehman pour le Caucase du Nord ;
- le général Hudheifa pour le Caucase du Sud-ouest.

En 642, l'Arménie perse est envahie à son tour par les armées musulmanes qui arrivent aux pieds du Caucase et prennent sa capitale, Dvin : 12 000 habitants sont massacrés et 35 000 sont mis en esclavage. Le prince arménien Théodoros Rechtouni tente sans succès de les libérer.
À la mort du calife Omar ibn al-Khattâb en 644, presque tout le Caucase du Sud était conquis, l'avancée musulmane en Arménie et en Géorgie prend un coup d'arrêt. En 645, le prince arménien Théodoros Rechtouni accepte finalement la domination arabe sur l'Arménie.
Pour défendre ses frontières orientales, l'Empire byzantin crée de nouvelles circonscriptions administratives et militaires : les thèmes. Parmi les premiers, celui des Arméniaques, dans le nord-est de l'Anatolie. Il est créé à partir des restes de l'une des armées défaites lors des conquêtes arabes, un processus probablement achevé à la fin des années 640. L'armée du magister militum per Armeniae est ainsi retirée de cette région, qui donne son nom au nouveau thème, où sont réinstallés volontairement ou de force de nombreux Arméniens.
La capitale du thème est Amasée, et son stratège partage le premier des rangs réservés à cette fonction avec les stratèges des Anatoliques et des Thracésiens.

L'Empire byzantin (780).
L'Arménie des Arabes au temps de la dynastie bagratide en 1000.

En 654, le général byzantin Mavrianus fut défait et rejoignit l'Ibérie pour y trouver refuge, croyant que les envahisseurs musulmans n'iraient pas jusqu'à le chercher là.
Au IXe siècle, les princes et nakharark arméniens, au premier rang desquels se retrouvent Grigor-Dérénik du Vaspourakan, Vasak-Ichkhanik de Siounie orientale et Grigor-Soupan II de Siounie occidentale, ont demandé au Calife al-Mutamid d’élever Achot à la dignité de roi, lequel accède à leur demande vers 884-885, probablement afin de flatter les Arméniens qu’il n’a pas réussi à mater ; il fait en outre apporter par l’ostikan une couronne à Achot, qui est sacré roi en sa capitale de Bagaran par le Catholicos d'Arménie Gévorg II. Le titre est par ailleurs immédiatement reconnu par l’empereur byzantin Basile Ier, qui qualifie Achot de « fils bien-aimé » et qui lui aurait également envoyé une couronne.
Ce rétablissement de la Grande Arménie, plus de quatre siècles après la déposition de la monarchie arsacide par les Sassanides de Perse, signifie « l’échec des Perses, des Byzantins et en dernier lieu des Arabes dans leurs tentatives successives d’assimilation du pays ».
Définitivement débarrassé de l’ostikan arabe mais soumis à la supervision des émirs d’Azerbaïdjan, Achot reste néanmoins vassal du Calife, auquel il verse un tribut, tout en se déclarant également vassal de Byzance.
En tant que représentant effectif du Calife, son autorité s’étend à tous les princes arméniens (même s’il n’est selon toute vraisemblance qu'un primus inter pares) ainsi qu’à Dvin et aux émirats de Manazkert et de Karin (voire, à ceux de Her et de Salmast) même si ces derniers ont du mal à l’accepter. L’émir de Manazkert est ainsi défait et contraint de se soumettre à l’autorité royale en 885.
Après quelques essais éphémères d'indépendance, il faudra attendre le génocide arménien de 1915 pour que les Arméniens se révoltent et prennent définitivement leur indépendance dans la République démocratique d'Arménie en 1918.